# Adoretus furcifer
Adoretus furcifer är en skalbaggsart som beskrevs av Ohaus 1914. Adoretus furcifer ingår i släktet Adoretus och familjen Rutelidae. Inga underarter finns listade i Catalogue of Life.